# 威徳流
威徳流（いとくりゅう）は能楽大鼓方の廃絶した一流儀。幸流とも。

## 解説
伊勢国の人観世四郎次郎が芸祖とされる。18世紀中期の『隣忠見聞集』に「甚左衛門、源四郎、源三郎、今の甚左衛門」といった役者名が挙がり、『三井寺』の「三井寺の威徳ぞめでたかりける」のくだりで打った頭が見事であったため流儀の名としたと伝えるが、真偽不詳。
江戸時代には宝生座の座付とされたらしいが、江戸初期の家元威徳五左衛門は父が早く亡くなったため、同座の小鼓方幸五郎久能に指導を仰いだ（近世中期ごろまで、小鼓方が大鼓方を指導するのはごく一般的なことであった）。このため流儀の特色を失い、以後は幸流のアシライ鼓として終始したらしい。近世後期からは「幸流大鼓」の名によって呼ばれた。
仙台藩に仕えた白極家などが有名であったが、明治維新後に廃絶した。